# Ruynes-en-Margeride
Pour les articles homonymes, voir Margeride (homonymie).
Ruynes-en-Margeride est une commune française située dans le département du Cantal, en région Auvergne-Rhône-Alpes.

## Géographie
La commune de Ruynes-en-Margeride, traversée par le 45e parallèle nord, est de ce fait située à égale distance du pôle Nord et de l'équateur terrestre (environ 5 000 km).
Elle est située sur le versant ouest de la Margeride, sur le bord de la Truyère. Elle est traversée par la ligne ferroviaire de Béziers à Neussargues et par l'autoroute A75.

### Communes limitrophes
| Saint-Georges           | Vabres              | Védrines-Saint-Loup |
| Anglards-de-Saint-Flour | Ruynes-en-Margeride | Clavières           |
| Val d'Arcomie           | Chaliers            |                     |

### Climat
Pour des articles plus généraux, voir Climat d'Auvergne-Rhône-Alpes et Climat du Cantal.
En 2010, le climat de la commune est de type climat des marges montargnardes, selon une étude du CNRS s'appuyant sur une série de données couvrant la période 1971-2000. En 2020, Météo-France publie une typologie des climats de la France métropolitaine dans laquelle la commune est exposée à un climat de montagne ou de marges de montagne et est dans la région climatique  Sud-est du Massif Central, caractérisée par une pluviométrie annuelle de 1 000 à 1 500 mm, minimale en été, maximale en automne. 
Pour la période 1971-2000, la température annuelle moyenne est de 9,6 °C, avec une amplitude thermique annuelle de 16,8 °C. Le cumul annuel moyen de précipitations est de 778 mm, avec 9,5 jours de précipitations en janvier et 6,6 jours en juillet. Pour la période 1991-2020, la température moyenne annuelle observée sur la station météorologique de Météo-France la plus proche, sur la commune de Saint-Flour à 11 km à vol d'oiseau, est de 8,8 °C et le cumul annuel moyen de précipitations est de 800,3 mm,. Pour l'avenir, les paramètres climatiques de la commune estimés pour 2050 selon différents scénarios d'émission de gaz à effet de serre sont consultables sur un site dédié publié par Météo-France en novembre 2022.

## Urbanisme

### Typologie
Au 1er janvier 2024, Ruynes-en-Margeride est catégorisée commune rurale à habitat dispersé, selon la nouvelle grille communale de densité à 7 niveaux définie par l'Insee en 2022.
Elle est située hors unité urbaine. Par ailleurs la commune fait partie de l'aire d'attraction de Saint-Flour, dont elle est une commune de la couronne,. Cette aire, qui regroupe 36 communes, est catégorisée dans les aires de moins de 50 000 habitants,.
La commune, bordée par un plan d’eau intérieur d’une superficie supérieure à 1 000 hectares, le lac du Barrage de Grandval, est également une commune littorale au sens de la loi du 3 janvier 1986, dite loi littoral. Des dispositions spécifiques d’urbanisme s’y appliquent dès lors afin de préserver les espaces naturels, les sites, les paysages et l’équilibre écologique du littoral, tel le principe d'inconstructibilité, en dehors des espaces urbanisés, sur la bande littorale des 100 mètres, ou plus si le plan local d’urbanisme le prévoit.

### Occupation des sols
L'occupation des sols de la commune, telle qu'elle ressort de la base de données européenne d’occupation biophysique des sols Corine Land Cover (CLC), est marquée par l'importance des territoires agricoles (63,1 % en 2018), en augmentation par rapport à 1990 (60,1 %). La répartition détaillée en 2018 est la suivante :
prairies (48,3 %), forêts (32,8 %), zones agricoles hétérogènes (14,8 %), zones urbanisées (1,7 %), milieux à végétation arbustive et/ou herbacée (1,3 %), zones industrielles ou commerciales et réseaux de communication (0,9 %), eaux continentales (0,1 %).
L'IGN met par ailleurs à disposition un outil en ligne permettant de comparer l’évolution dans le temps de l’occupation des sols de la commune (ou de territoires à des échelles différentes). Plusieurs époques sont accessibles sous forme de cartes ou photos aériennes : la carte de Cassini (XVIIIe siècle), la carte d'état-major (1820-1866) et la période actuelle (1950 à aujourd'hui).

### Habitat et logement
En 2018, le nombre total de logements dans la commune était de 474, alors qu'il était de 425 en 2013 et de 410 en 2008.
Parmi ces logements, 67 % étaient des résidences principales, 22,6 % des résidences secondaires et 10,3 % des logements vacants. Ces logements étaient pour 88,7 % d'entre eux des maisons individuelles et pour 10 % des appartements.
Le tableau ci-dessous présente la typologie des logements à Ruynes-en-Margeride en 2018 en comparaison avec celle du Cantal et de la France entière. Une caractéristique marquante du parc de logements est ainsi une proportion de résidences secondaires et logements occasionnels (22,6 %) supérieure à celle du département (20,4 %) et à celle de la France entière (9,7 %). Concernant le statut d'occupation de ces logements, 78,3 % des habitants de la commune sont propriétaires de leur logement (75,3 % en 2013), contre 70,4 % pour le Cantal et 57,5 pour la France entière.
| Typologie                                               | Ruynes-en-Margeride | Cantal | France entière |
| ------------------------------------------------------- | ------------------- | ------ | -------------- |
| Résidences principales (en %)                           | 67                  | 67,7   | 82,1           |
| Résidences secondaires et logements occasionnels (en %) | 22,6                | 20,4   | 9,7            |
| Logements vacants (en %)                                | 10,3                | 11,9   | 8,2            |

## Histoire

### La Ruine seigneuriale
La première mention attestée du seigneur de Ruines date de 1119. Il s'agit alors de Gausfred de Ruines et sa femme Alcie. La famille de Ruines s'éteint au XIVe siècle. La seigneurie devient une propriété de la famille Mercœur puis du dauphin d'Auvergne en 1339. Il devient une propriété de la famille de Bourbon-Montpensier en 1442.
La seigneurie fait l'objet de différentes possessions au terme des successions. Elle est achetée en 1771 par Monsieur de Lastic. Il en assure la possession jusqu'à la Révolution. 
| Nom du seigneur    | Dates           | Personnes mentionnées                                                          |
| ------------------ | --------------- | ------------------------------------------------------------------------------ |
| Gausfred de Ruines | Attesté en 1119 | Sa femme Alcie.                                                                |
| Bernard de Ruines  | Attesté en 1204 |                                                                                |
| Pons de Ruines     | Attesté en 1290 | En 1294, sa veuve Delphine de Ruines assure la tutelle de ses enfants mineurs. |

Pendant la guerre de Cent Ans, la ville est prise par Rodrigue de Villandrando, comte de Ribadeo. Cette situation entraîne des forts conflits avec la ville de Saint-Flour.
En 1640, la ville de Ruines est particulièrement atteinte par la peste.

### Histoire administrative de la commune
De février 1790 à 1803, la Foraine de Ruines est érigée en commune. 
Elle est le chef-lieu du canton de Ruynes depuis sa création jusqu'en 2015, date du redécoupage des cantons du Cantal.
En 1837, la commune absorbe celle du Morle, et en 1839, conjointement avec Vabres, celle de Saint-Gal.
Le 10 juin 1944, lors de la bataille du Mont Mouchet entre maquisards et armée allemande, 26 civils (dont deux femmes et un enfant) sont fusillés à Ruynes-en-Margeride par la SS Polizei Regiment 19. La commune est décorée de la Croix de guerre 1939-1945.
En 1962, la commune de Ruines change de nom pour Ruynes-en-Margeride.
Du 1er janvier 1999 au 31 décembre 2013, elle est le siège de la communauté de communes Margeride-Truyère.
Elle est jumelée avec Le Fief-Sauvin, située en Maine-et-Loire.

## Politique et administration

### Liste des maires
| Période                                  | Période  | Identité         | Étiquette             | Qualité                                                                                                  |
| ---------------------------------------- | -------- | ---------------- | --------------------- | --- |
| Les données manquantes sont à compléter. |          |                  |                       | |
| 1912                                     | 1929     | Pierre Hugon     |                       | Député (1898-1910 et 1914-1919). Conseiller général du canton de Ruynes-en-Margeride (1919-1933)         |
| 1929                                     | 1933     | Antoine Aubezat  |                       | |
| 1933                                     | 1943     | Jean Esbrat      |                       | |
| 1943                                     | 1944     | Justin Rolland   |                       | Conseiller d'arrondissement du canton de Ruynes-en-Margeride (1937-1940)                                 |
| 1944                                     | 1947     | Hélène Odoul     |                       | |
| 1947                                     | 1959     | Armand Roudil    |                       | |
| 1959                                     | 1977     | Maurice Montel   | SFIO puis DVG         | Député (1936-1942 et 1945), Conseiller général du canton de Ruynes-en-Margeride (1937-1940 et 1945-1976) |
| 1977                                     | 1996     | Louis Clavillier | DVD puis UDF puis UMP | Conseiller général du canton de Ruynes-en-Margeride (1976-1995 et 1997-2015)                             |
| 1996                                     | 2001     | René Aubert      |                       | |
| Mars 2001                                | Mai 2020 | Gérard Delpy     | DVG                   | Retraité de l'enseignement.                                                                              |
| Juin 2020                                | En cours | François Odoul   |                       | |

## Population et société

### Démographie

#### Évolution démographique
L'évolution du nombre d'habitants est connue à travers les recensements de la population effectués dans la commune depuis 1793. Pour les communes de moins de 10 000 habitants, une enquête de recensement portant sur toute la population est réalisée tous les cinq ans, les populations de référence des années intermédiaires étant quant à elles estimées par interpolation ou extrapolation. Pour la commune, le premier recensement exhaustif entrant dans le cadre du nouveau dispositif a été réalisé en 2005.

En 2022, la commune comptait 715 habitants, en évolution de +4,08 % par rapport à 2016 (Cantal : −1,08 %, France hors Mayotte : +2,11 %).
| 1793 | 1800 | 1806 | 1821 | 1831 | 1836 | 1841 | 1846 | 1851 |
| ---- | ---- | ---- | ---- | ---- | ---- | ---- | ---- | ---- |
| 648  | 649  | 559  | 625  | 597  | 642  | 944  | 859  | 773  |

| 1856 | 1861 | 1866 | 1872 | 1876 | 1881 | 1886 | 1891  | 1896  |
| ---- | ---- | ---- | ---- | ---- | ---- | ---- | ----- | ----- |
| 851  | 846  | 821  | 857  | 895  | 905  | 960  | 1 027 | 1 118 |

| 1901  | 1906 | 1911 | 1921 | 1926 | 1931 | 1936 | 1946 | 1954 |
| ----- | ---- | ---- | ---- | ---- | ---- | ---- | ---- | ---- |
| 1 049 | 980  | 960  | 902  | 880  | 907  | 835  | 757  | 725  |

| 1962 | 1968 | 1975 | 1982 | 1990 | 1999 | 2005 | 2006 | 2010 |
| ---- | ---- | ---- | ---- | ---- | ---- | ---- | ---- | ---- |
| 692  | 672  | 584  | 591  | 605  | 648  | 640  | 639  | 630  |

| 2015 | 2020 | 2022 | - | - | - | - | - | - |
| ---- | ---- | ---- | - | - | - | - | - | - |
| 671  | 712  | 715  | - | - | - | - | - | - |

#### Pyramide des âges
La population de la commune est plus jeune que celle du département. En 2020, le taux de personnes d'un âge inférieur à 30 ans s'élève à 30,9 %, soit un taux supérieur à la moyenne départementale (26,7 %). Le taux de personnes d'un âge supérieur à 60 ans (29,3 %) est inférieur au taux départemental (36,3 %).
En 2020, la commune comptait 337 hommes pour 375 femmes, soit un taux de 52,67 % de femmes, supérieur au taux départemental (51,16 %).
Les pyramides des âges de la commune et du département s'établissent comme suit :
| Hommes | Classe d’âge | Femmes |
| ------ | ------------ | ------ |
| 0,3    | 90 ou +      | 0,5    |
| 9,8    | 75-89 ans    | 9,9    |
| 20,5   | 60-74 ans    | 17,6   |
| 22,8   | 45-59 ans    | 20,8   |
| 18,1   | 30-44 ans    | 18,1   |
| 11,3   | 15-29 ans    | 13,3   |
| 17,2   | 0-14 ans     | 19,7   |

| Hommes | Classe d’âge | Femmes |
| ------ | ------------ | ------ |
| 1,2    | 90 ou +      | 3,1    |
| 10,1   | 75-89 ans    | 13,5   |
| 22,9   | 60-74 ans    | 22,6   |
| 21,8   | 45-59 ans    | 20,5   |
| 16,1   | 30-44 ans    | 15,2   |
| 13,8   | 15-29 ans    | 11,9   |
| 14,2   | 0-14 ans     | 13,3   |

## Économie
- Zone d'activités de Belvezet.

## Culture locale et patrimoine

### Distinctions culturelles
Ruynes-en-Margeride fait partie des communes ayant reçu l’étoile verte espérantiste, distinction remise aux maires de communes recensant des locuteurs de la langue construite espéranto.

### Lieux et monuments

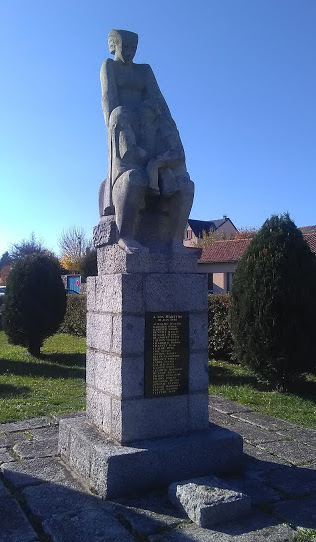
Monument des fusillés
du 10 juin 1944.

- Viaduc de Garabit, dû à Gustave Eiffel et emblématique du Massif central.
- Pont autoroutier de Garabit.
- Monument des fusillés du 10 juin 1944 - place du 10-Juin-1944,
- Écomusée de Margeride - Haute Auvergne (Jardin de Saint-Martin - École de Clémence-Fontille[25]),
- Musée Un monde en peluche, 18 Grand rue,
- Château de Ruynes[26],
- Gare de Ruynes-en-Margeride,
- Église Notre-Dame-de-l'Assomption. Construite en 1912, elle ne possède pas de clocher car ce dernier, rattaché à l'ancienne église, est resté à l'emplacement du cimetière actuel[27]. L'autel (maître-autel), son retable et les trois statues (la Vierge, saint Jean-Baptiste, et possiblement saint Genès) provenant de l'ancienne église sont inscrits au titre d'objet des monuments historiques en 1982[28]. Une des statuettes représentant saint Roch est volée en 1983[29].

### Personnalités liées à la commune
- Pierre Hugon
- Maurice Montel

### Héraldique
| Blason de Ruynes-en-Margeride | Blason  | Coupé : au 1er d'or à la croix alésée de gueules, au 2e d'azur au mur pignonné de neuf pièces. |
| Blason de Ruynes-en-Margeride | Détails | Le statut officiel du blason reste à déterminer.                                               |